# Dictyospermum conspicuum
Dictyospermum conspicuum är en himmelsblomsväxtart som först beskrevs av Carl Ludwig von Blume, och fick sitt nu gällande namn av John Kenneth Morton. Dictyospermum conspicuum ingår i släktet Dictyospermum och familjen himmelsblomsväxter. Inga underarter finns listade.